# ヘイフリック限界
ヘイフリック限界（ヘイフリックげんかい、Hayflick limit）とは、細胞の分裂回数の限界のこと。ここでは主に、ヒト体細胞のヘイフリック限界について記述する。

## 歴史
ヘイフリック限界は、1961年にカリフォルニア大学やスタンフォード大学で解剖学の教授を務めていたレナード・ヘイフリックらによって初めて発見された。その後多くの研究者によって追試され、ヒトの様々な臓器から得られた細胞を培養すると由来臓器に固有な分裂回数で増殖を停止すること、年齢の高いヒトからの細胞は分裂可能回数が少ないこと、遺伝的早老症患者から提供された細胞は健常者の細胞より分裂可能回数が少ないことなど、多くの発見が生まれた。なおこの発見は、アレクシス・カレルの唱えた「普通の細胞は不死である。」という説を覆すこととなった。

## 原因
ヘイフリック限界の発見とその後の研究により、ヒト体細胞が決められた分裂可能回数を持つことは明らかであった。そこで原因として注目されたのがテロメアである。というのもヒト体細胞の場合、生まれたばかりのときのテロメアDNAの長さは8~12Kbp（bpは１塩基対）ほどあるが、年齢が高くなるにつれその長さは短縮する傾向があり、また、テロメアDNAが5Kbpほどになるとヘイフリック限界がおとずれることが分かったからである。
しかし、現存する多くの単細胞生物は無限の増殖能を持つ上に、培養によって簡単に不死化（無限分裂能）株が得られる細胞の存在もあって、テロメア短縮とヘイフリック限界を結びつけることに対しては議論され、「ヒト体細胞を培養しても無限の分裂が得られないのは、培養条件が最適でないからだ」という反論も多くみられた。
その議論に終止符を打ったのが酵素テロメラーゼであった。テロメラーゼはテロメアDNAを修復させる酵素であり、無限分裂能をもつ細胞では強い活性をもつことがわかった。また、ほとんどのヒト体細胞ではかなり弱い活性をもつか、もしくは酵素自体が発現していないこともわかった。そして、環状DNAをもつ細胞や細胞小器官（ミトコンドリアと葉緑体）ではテロメラーゼ活性が全くないもののヘイフリック限界を持たないことも決め手となり、ヘイフリック限界とテロメアの関係は確実視されるようになった。

## 影響
細胞にヘイフリック限界がおとずれると、細胞周期抑制タンパク質の発現が上昇する。これにより細胞は細胞老化と呼ばれる状態となり、体細胞分裂を行わなくなる。

## 範囲
分裂の回数が有限であるのは、ヒト体細胞に限らない。一般の動物の体細胞と繊毛虫、酵母など多くの分類群でも認められている。ただし生物細胞一般論としてはこのような分裂回数の有限性はむしろ少数派である。
また、動物体細胞以外での体細胞分裂回数の有限性は、テロメアが直接関係していないことが強く示唆されており、上記ヘイフリック限界とは異なる現象である。

## 最大寿命との関連
ヒトの分裂限界（PDL:population doubling level）（＝ヘイフリック限界）は50で最大寿命は約120年、ウサギではPDL20で最大寿命は約10年、ラットではPDL15で最大寿命は約3年で、哺乳類ではPDLと最大寿命とが直線的な関係がみられる。同じ脊椎動物でも魚類など他の分類群では、テロメア長が細胞の分裂限界に関わってはいるが、直線的な関係についてはその限りでない。
例えば、メダカではテロメラーゼの活性が、成長過程にある若齢では極めて高く体細胞分裂後もテロメアを延伸し長さを維持しているが、成長期が終わりほとんど体重増加が認められなくなる１歳齢以降は、加齢に従い活性が低下し維持されるテロメア長も徐々に短くなる。ある齢以降に体細胞のテロメラーゼ活性が低下することがテロメア短縮を引き起こし、その結果、老化し死に至るのではないか思われる。つまり、メダカではテロメラーゼ活性を制御することでテロメアの長さを制御し、体細胞＝個体を老化させ老衰死に導いているのであろう。老化は遺伝子的に積極的なプロセスであり、テロメア長は老化の原因ではなく制御因子の一つだということである。